# Паррадо, Мария
Мари́я Доло́рес Парра́до А́вила (исп. María Dolores Parrado Ávila, род. 28 апреля 2001 года в Кадисе) — испанская певица.
В 2014 году в 12 лет стала победителем первого сезона испанской версии «Голоса. Дети».
Две песни, которые она исполняла на «Голосе. Дети» в заключительный день («Quién» в полуфинале девяти участников и «Lucía» в финале трёх), были оперативно выпущены отдельными синглами и попали в испанский национальный чарт.
Через несколько недель у неё вышел дебютный альбом, озаглавленный просто María Parrado, и быстро поднялся на 2 место испанского национального альбомного чарта. Альбом провёл в чарте 46 недель подряд.
В конце июня 2015 года у певицы вышел второй альбом April, который достиг 6 позиции в испанском национальном чарте.

## Дискография

### Альбомы
| Альбом        | Примечания                                              | Чарты |
| Альбом        | Примечания                                              | ESP   |
| ------------- | ------------------------------------------------------- | ----- |
| María Parrado | - Выпущен: 2014 - Лейбл: Universal Music Spain          | 2     |
| April         | - Выпущен: 2015 - Лейбл: Universal Music Spain          | 6     |
| Alas          | - Выпущен: 6 апреля 2018 - Лейбл: Universal Music Spain | 6     |

## Награды и номинации
| Год  | Премия                               | Категория                                 | Результат  |
| ---- | ------------------------------------ | ----------------------------------------- | ---------- |
| 2015 | Neox Fan Awards 2015                 | Лучший сольный акт года                   | Финалистка |
| 2017 | Nickelodeon Kids’ Choice Awards 2017 | Любимый испанский музыкальный исполнитель | Номинация  |